# タブン・ハジ・プランテーションズ
タブン・ハジ・プランテーションズ (Tabung Haji Plantations; THP) は、マレーシアのパーム油企業。1972年設立。主たる活動地域はインドネシア。代表はユソフ・バシラン。2013年に大規模な火災事象を起こした。国営のレンバガ・タブン・ハジ（巡礼基金庁）が71パーセントを保有している（2014年現在）。主要幹部に、政府で長年の活動を続けているヌールディン・ビン・モハマド・ヌール。2007年の時点で、リアウ州に保有している用地20万ヘクタールの大部分は泥炭地土壌となっている。